# Mesochorus interstitialis
Mesochorus interstitialis är en stekelart som beskrevs av Kusigemati 1985. Mesochorus interstitialis ingår i släktet Mesochorus och familjen brokparasitsteklar. Inga underarter finns listade i Catalogue of Life.